# Rhus typhina
El zumaque de Virginia (Rhus typhina) es un arbusto o arbolillo de hoja caduca de la familia Anacardiaceae, nativa del este de Norteamérica. Fue descubierta en el sureste de Canadá, este y noreste de los Estados Unidos, sur de Ontario, y los Apalaches.

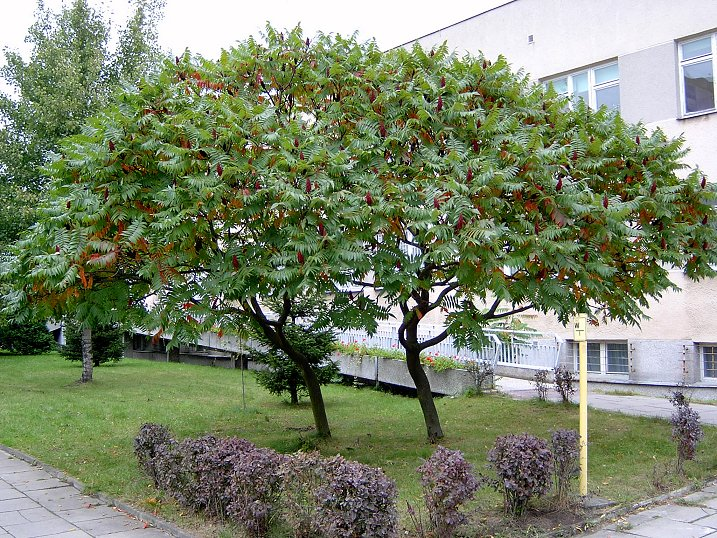
Vista del árbol

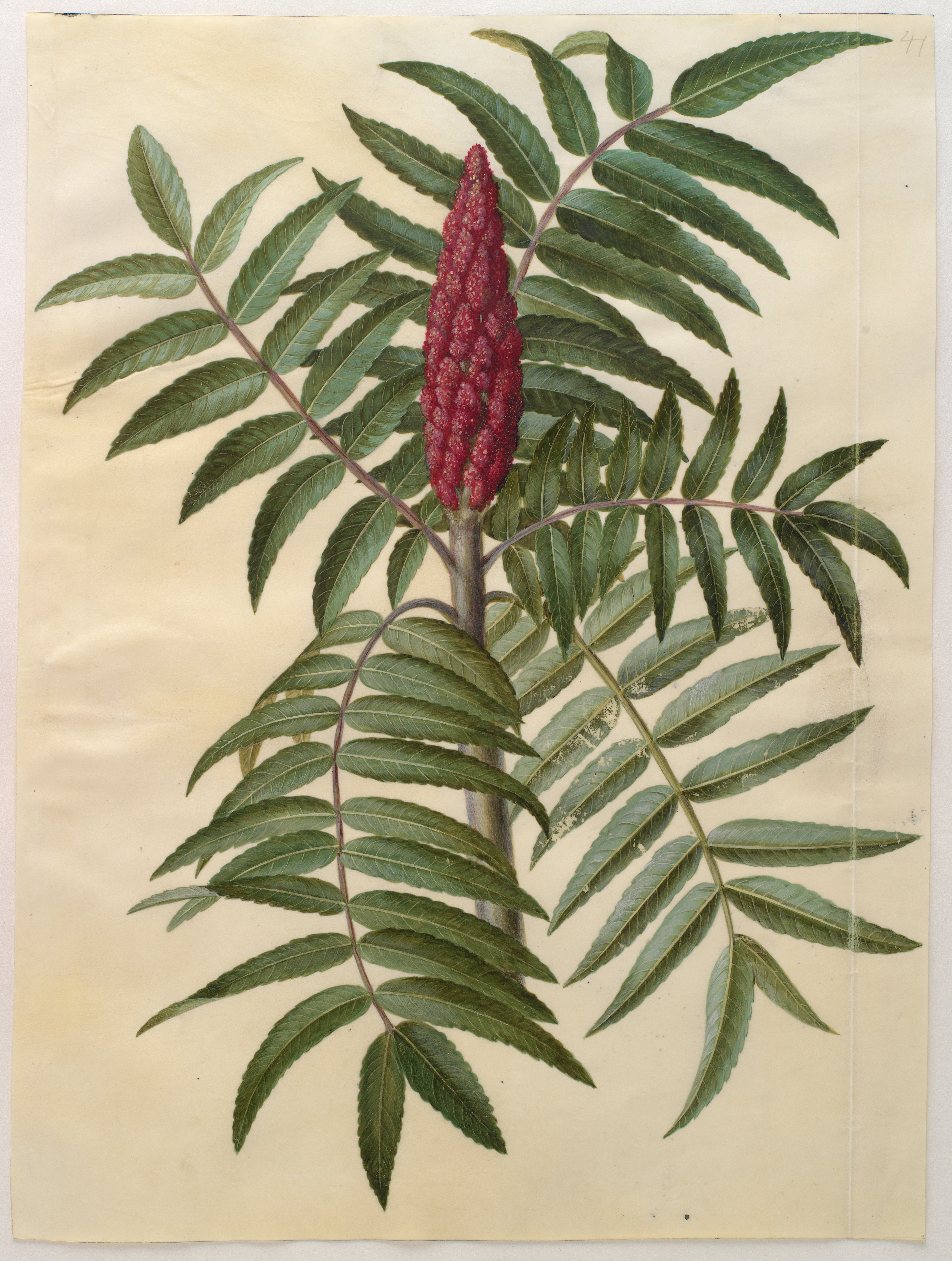
Ilustración

## Descripción
Alcanza los 3–10 m de altura, tiene hojas alternas, pinnadas, de 25–55 cm de largo, con 9–31 foliolos aserrados de 6–11 cm de largo. Los peciolos y tallos están densamente cubiertos por pelos rojizos.
Es una especie dioica y forma grandes grupos de plantas femeninas o masculinas.

## Taxonomía
Tetradium daniellii  fue descrita por  Carlos Linneo  y publicado en Centuria II. Plantarum ... 14. 1756.
Etimología
Rhus: nombre genérico que deriva de la palabra griega para "rojo", una alusión a los llamativos colores de otoño de algunas especies.
typhina: epíteto latino que significa "como el género Typha".
Sinonimia
- Datisca hirta L.
- Rhus hirta (L.) Sudw.
- Schmaltzia hirta (L.) Small
- Toxicodendron typhinum (L.) Kuntze	[6]